# Čukudu

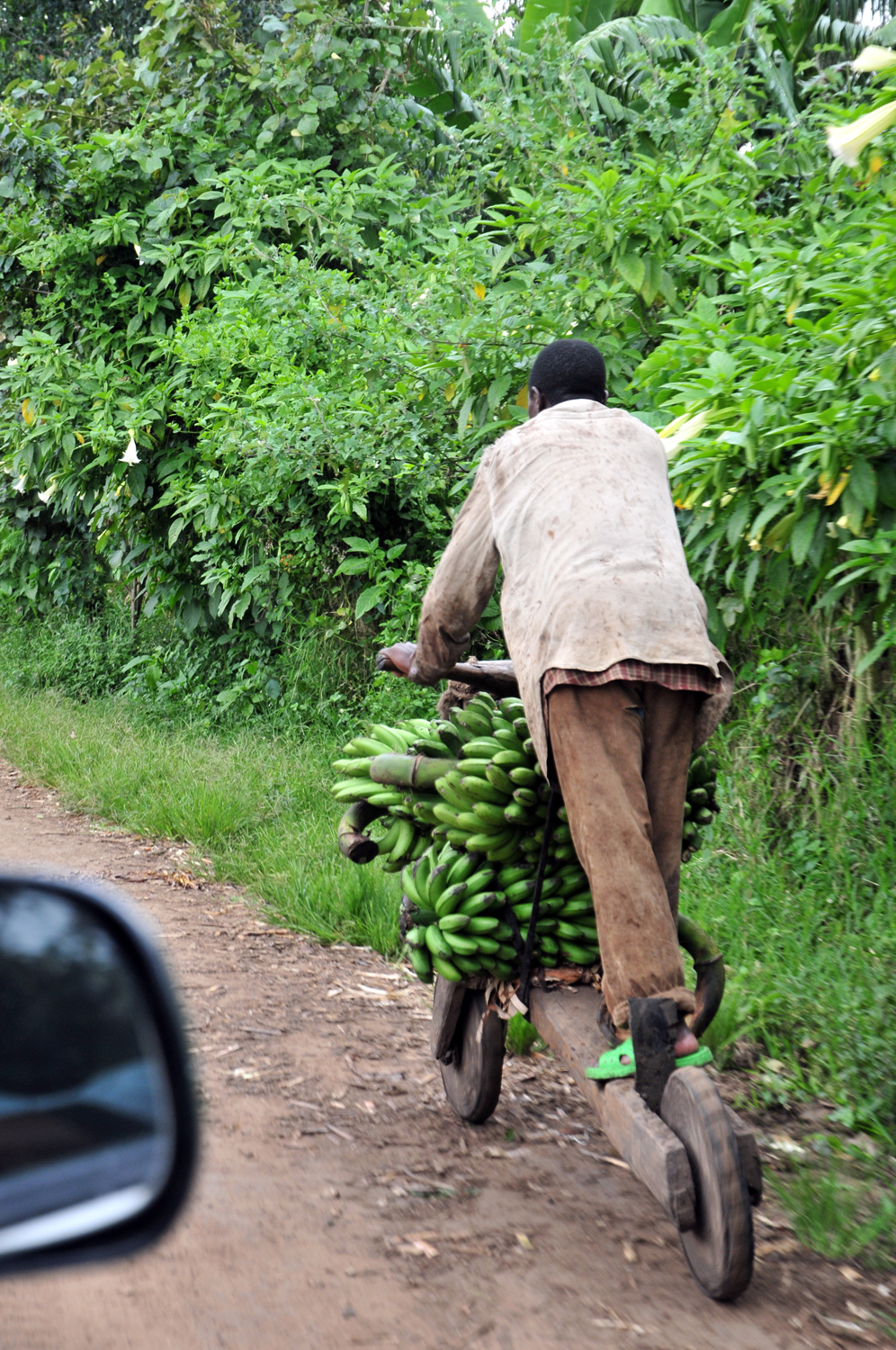
Čukudu s nákladem banánů

Čukudu (francouzská transkripce tshukudu, anglická transkripce chukudu) je dopravní prostředek, v podstatě typ koloběžky, používaný v Africe, především ve východní části Demokratické republiky Kongo. V chudé a válkou zdevastované zemi nahrazuje automobily pro dopravu těžkých nákladů a někdy i lidí. Má podobu dřevěné koloběžky, dlouhé dva až tři metry, která uveze až 700 kg. Název je onomatopoickým vyjádřením charakteristického zvuku, který vozítko vydává při jízdě.
Čukudu se začaly ručně vyrábět v Kongu v sedmdesátých letech. Hlavním materiálem je tvrdé pralesní dřevo, používají se nápravy a kuličková ložiska z vyřazených bicyklů a automobilů, kola jsou po obvodu potažena gumou. Na zadním kole je umístěna nášlapná brzda, rám bývá opatřen držáky na upevnění nákladu a je na něm nalepena podrážka ze starého sandálu, na kterou si může řidič při sjezdu položit koleno. Nové čukudu se prodává za padesát až sto amerických dolarů. Řízení koloběžek vyžaduje mladé a silné muže, pro které je v zemi s nedostatkem automobilů, pohonných hmot i kvalitních silnic nájemná doprava potravin, dřeva a dalšího zboží pomocí čukudu vítaným zdrojem příjmů. Význam vozidla pro místní ekonomiku vyjadřuje i socha čukudu, odhalená ve městě Goma, kde se také konaly závody na těchto strojích.